# بقعتات
بقعتات هي قرية لبنانية من قرى قضاء كسروان في محافظة جبل لبنان.